# Даниел Дичев
Даниел Дичев е професионален състезател по джудо в категория до 100 кг.

## Биография
Роден е на 12 юли 1991 г. в Сливен, България.
През 2006 г. постъпва в Спортно училище „Димитър Рохов“ – гр. Сливен.
През 2007 г. печели състезанието Олимпийски надежди в Румъния. През 2009 г. печели Световна титла по Самбо за младежи. През 2010 г. печели – Европейската младежка купа в Санкт Петербург, Европейската купа за младежи до 20 години в Гърция, както и в Унгария и Украйна. На Европейското първенство по джудо се класира трети. През 2012 г. печели първия си турнир за мъже на Европейската купа в Истанбул. Същата година завоюва сребърен медал на Европейското първенство по самбо в Милано, а на Световното първенство в Санкт Петербург става трети за мъже. През 2013 г. се класира втори на Европейската купа по джудо в Швеция.
През лятото на 2013 г. получава покана от ръководството на Японската федерация по джудо и Нихон Дайгаку (Японски университет) да тренира и да се подготвя в Токио.
През 2014 г. става трети Европейската купа по джудо в София. Същата година се явява на приемните изпити в Университета Нихон Дайгаку.
През 2015 г. е студент в Университета Нихон Дайгаку, специалност „Физическо Възпитание и Спорт“.
През 2017 г. печели бронзов медал на регионалното Университетско състезание в Токио. Същата година (2017) е удостоен с приза „Най-добър състезател“. През 2018 г. заема трето място на Азиа Джудо Оупъ в Тайпе.
През 2019 г. Даниел Дичев се дипломира от университета Нихон Дайгаку и става не само първият българин, но и първият европеец завършил този университет. Същата година взима златен медал на Азиа Джудо Оупън в Хонг Конг.